# Kaoru Ikeya (regissör)
Kaoru Ikeya (japanska: 池谷 薫), född 14 oktober 1958 i Tokyo, är en japansk filmregissör och professor vid Konan kvinnouniversitet.

## Biografi
Ikeya föddes 1958 i Tokyo. Han studerade vid Doshisha universitet och efter examen regisserade han ett flertal TV-dokumentärer, inklusive tolv NHK-specialer.
Hans första biopremiär, Enan no musume (2002), skildrar återföreningen av dottern He Haixia med sina biologiska föräldrar under kulturrevolutionen. Ikeyas andra verk, den verklighetsbaserade dokumentären Ari no heitai (2006), handlar om den japanska soldaten Waichi Okumura som tvingades strida i Kina tre år efter andra världskrigets slut. Det tredje stora verket, Senzo ni naru (2013), följer en gammal skogshuggare som förlorade sin son i jordbävningen 2011 och hur han sedan återbygger sitt hem igen.
I september 2017 blev han professor vid Konan kvinnouniversitets humanistiska fakultet. Samma år öppnade han Kaoru Ikeyas dokumentärskola på Motomachibiografen i Kobe.

## Filmografi
- Enan no musume (2002)
- Ari no heitai (2006)
- Senzo ni naru (2016)
- Runta (2015)